# Chiesa cattolica in Montenegro
     Diocesi di Cattaro
     Arcidiocesi di Antivari

Mappa delle diocesi cattoliche del Montenegro
Diocesi di Cattaro
Arcidiocesi di Antivari

La Chiesa cattolica in Montenegro è composta da circa 21.500 battezzati, pari a circa il 3,8% della popolazione. Infatti gli abitanti del Montenegro professano in larga maggioranza la religione cristiana ortodossa.
Molti dei cattolici del Montenegro appartengono alle minoranze croate e albanesi. Secondo i dati ufficiali del 2004, dei 21.972 cattolici:
- 8.126 erano albanesi (36,98%)
- 6.811 erano croati (31%)
- 5.000 erano montenegrini (22,76%)
- 2.035 appartenevano ad altre etnie (9,26%)

## Organizzazione ecclesiastica
In Montenegro vi sono due circoscrizioni ecclesiastiche cattoliche di rito latino:
- l'arcidiocesi di Antivari, immediatamente soggetta alla Santa Sede (territorio contrassegnato in blu nella mappa)
- la diocesi di Cattaro, suffraganea dell'arcidiocesi di Spalato-Macarsca, in Croazia (territorio contrassegnato in rosa).

Fino al 2013 i cattolici di rito bizantino dipendevano dall'esarcato apostolico di Serbia e Montenegro (oggi eparchia di San Nicola di Ruski Krstur); a seguito del decreto Attenta norma della Congregazione per le Chiese orientali emesso il 19 gennaio 2013, la giurisdizione dell'esarca è stata ridotta ai soli fedeli della Serbia, mentre la giurisdizione sui cattolici di rito bizantino del Montenegro è stata affidata ai vescovi di rito latino.
I vescovi montenegrini sono membri di diritto della Conferenza episcopale internazionale dei Santi Cirillo e Metodio, che raggruppa gli episcopati di Serbia, Montenegro, Kosovo e Macedonia del Nord.

### Diocesi soppresse
In Montenegro esistevano anche altre diocesi, poi soppresse e divenute sedi titolari:
- arcidiocesi di Doclea
- diocesi di Budua
- diocesi di Dulcigno
- diocesi di Novi
- diocesi di Risano
- diocesi di Suacia

## Nunziatura apostolica
La nunziatura apostolica in Montenegro è stata istituita il 16 dicembre 2006 con il breve Quo plenius di papa Benedetto XVI. La sede è a Podgorica. Dal 2010 il nunzio apostolico ricopre anche l'incarico di nunzio in Bosnia ed Erzegovina, dove risiede nella capitale Sarajevo.

### Nunzi apostolici
- Angelo Mottola † (25 gennaio 2007 - 17 febbraio 2010 ritirato)
- Alessandro D'Errico (17 febbraio 2010 - 21 maggio 2012 nominato nunzio apostolico in Croazia)
- Luigi Pezzuto (17 novembre 2012 - 31 agosto 2021 ritirato)
- Francis Assisi Chullikatt, dal 1º ottobre 2022